# Murat Yıldırım (attore)
Murat Yıldırım (Konya, 13 aprile 1979) è un attore turco.

## Biografia
Murat Yıldırım è nato il 13 aprile 1979 a Konya (Turchia)  da padre di etnia curda e madre di origini arabe. Cresciuto tra Konya e Adana, si laurea in ingegneria meccanica presso l'Università tecnica di Yıldız. Durante questi anni scopre la passione per la recitazione, prendendo parte ad alcuni spettacoli teatrali studenteschi.
Nel 2017 è protagonista di due film, Eternal Love - L'eternità in un attimo (Sonsuz Aşk) e İlk Öpücük, rispettivamente a fianco di Fahriye Evcen ed Özge Gürel.

## Vita privata
Nel 2006 ha conosciuto sul set della serie Fırtına l'attrice Burçin Terzioğlu, con cui è stato sposato dal 2008 al 2014.
Il 25 dicembre 2016 ha sposato la collega marocchina ed ex reginetta di bellezza Iman Elbani.

## Filmografia

### Cinema
- Organize İşler, regia di Yılmaz Erdoğan (2003)
- Araf, regia di Biray Dalkiran (2006)
- Güz Sancısı, regia di Tomris Giritlioğlu (2009)
- Kırımlı, regia di Burak Arliel (2014)
- Kocan Kadar Konuş, regia di Kıvanç Baruönü (2015)
- Kocan Kadar Konuş-Diriliş, regia di Kıvanç Baruönü (2016)
- Eternal Love - L'eternità in un attimo (Sonsuz Aşk), regia di Ahmet Katıksız (2017)
- İlk Öpücük, regia di Murat Onbul (2017)
- Ayla - La figlia senza nome (Ayla), regia di Can Ulkay (2017)
- Scorpion (2018)
- Mako (2020)

### Televisione
- Hayat Bilgisi – serie TV (2003)
- Patron Kim – serie TV (2003)
- Ölümsüz Aşk – serie TV (2003)
- Bütün Çocuklarım – serie TV (2004)
- Büyük Yalan – serie TV (2004)
- Fırtına – serie TV (2006)
- Asi – serie TV (2007-2009)
- Ey Aşk Nerdesin – serie TV (2009)
- Aşk ve Ceza – serie TV (2010-2011)
- Suskunlar – serie TV (2012)
- Gecenin Kraliçesi – serie TV (2016)
- Ramo – serie TV (2020)
- Aziz – serie TV (2021)
- Teşkilat - serie TV (2022-)

## Teatro
- Kimsesizler
- Salaklar sofrası

## Programmi televisivi
- Kim Milyoner Olmak İster? (2017-2019)

## Doppiatori italiani
Nelle versioni in italiano dei suoi film e delle sue serie TV, Murat Yıldırım è stato doppiato da:
- Andrea Zalone in Eternal Love - L'eternità in un attimo
- Alessandro Quarta in Ayla - La figlia senza nome